# Christian de Chergé
Christian de Chergé (18 janvier 1937 - 21 mai 1996) est un prêtre catholique français de l'ordre cistercien de la Stricte Observance qui fait partie des sept moines de Tibhirine vivant en Algérie pris en otage et assassinés en 1996.
Reconnu martyr par l'Église catholique en janvier 2018, il a été proclamé bienheureux avec les dix-huit autres martyrs d'Algérie le 8 décembre 2018. 

## Biographie
Charles-Marie-Christian de Chergé naît le 18 janvier 1937 à Colmar (Haut-Rhin), dans une famille de noblesse d'ancienne extraction (1489), originaire du Poitou. La famille compte notamment dans les générations précédentes des officiers et un historien en la personne de Charles de Chergé (1814-1885).
Christian a sept frères et sœurs (dont l'une deviendra xavière). Il passe une partie de sa petite enfance à Alger où son père, officier d'artillerie polytechnicien, sert comme chef d'escadron au 67e régiment d’artillerie d’Afrique. La famille retourne plus tard à Paris, où il entre à l'école Sainte-Marie de Monceau, dirigée par les religieux marianistes, et fait du scoutisme à la Troupe 104e Paris (Sainte-Marie de Monceau) et 27e Paris (Saint-Philippe-du-Roule), qui porte son nom depuis 1998. À Sainte-Marie, de 1947 jusqu'en 1954, année de son baccalauréat, il mène une scolarité brillante. En 1954, il fait partie des neuf élèves présélectionnés pour le prix des anciens élèves ; de fait, dans la section scientifique, il est alors premier en physique et histoire, second en géographie et troisième en mathématiques, chimie, sciences naturelles et anglais, ce qui lui vaut de recevoir le premier prix d'excellence. Sa vocation se précise dès l'âge de huit ans. En 1956, il entre au séminaire des Carmes.
Son père, le général de division Guy de Chergé est né en 1906 et meurt en 1978 ; sa mère, Monique de Chergé, est née en 1912 et meurt en 2001.

### L'amitié d'Algérie

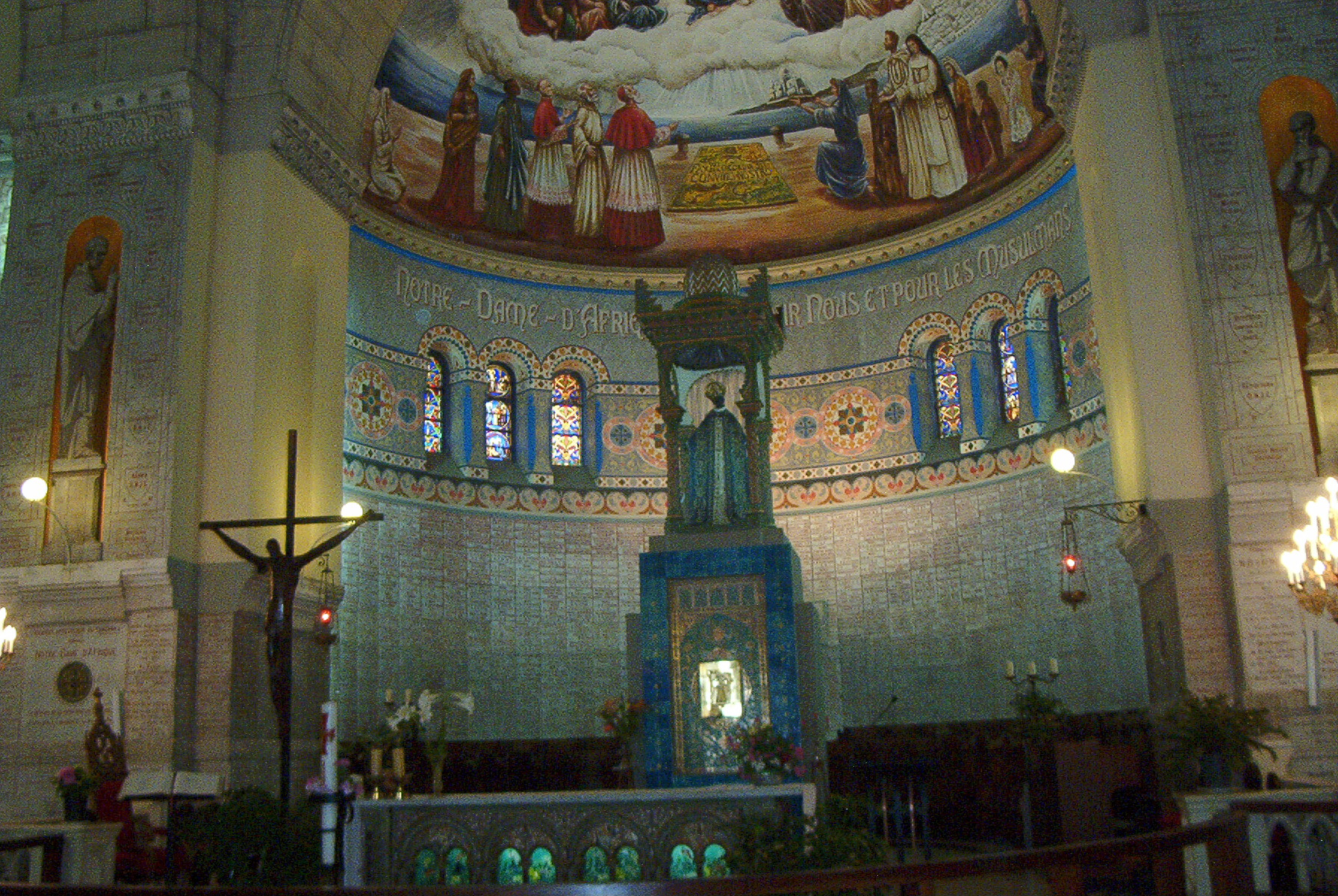
Alger, Notre-Dame d'Afrique.

Il retrouve l'Algérie en 1959 pour effectuer son service militaire comme aspirant. Il est placé au contact de la population dans les SAS. Il apprécie ces missions parfois menées dans des situations difficiles mais grâce auxquelles il noue des liens d'amitié. Il se souviendra fortement d’un Algérien qui risqua sa vie pour lui : Mohamed, un garde champêtre, père de dix enfants. À Christian qui lui avait promis de prier pour lui, Mohamed, en musulman, avait répondu : « Je sais que tu prieras pour moi. Mais vois-tu, les chrétiens ne savent pas prier ! » Mohamed protège Christian alors que, isolé, il est menacé par des fellagas. Le lendemain matin, Mohamed est retrouvé assassiné. Christian n'oubliera jamais cet ami :
« Dans le sang de cet ami, j’ai su que mon appel à suivre le Christ devrait trouver à se vivre, tôt ou tard, dans le pays même où m’avait été donné le gage de l’amour le plus grand. »
 L'indépendance de l'Algérie est proclamée en 1962.

### Vie religieuse

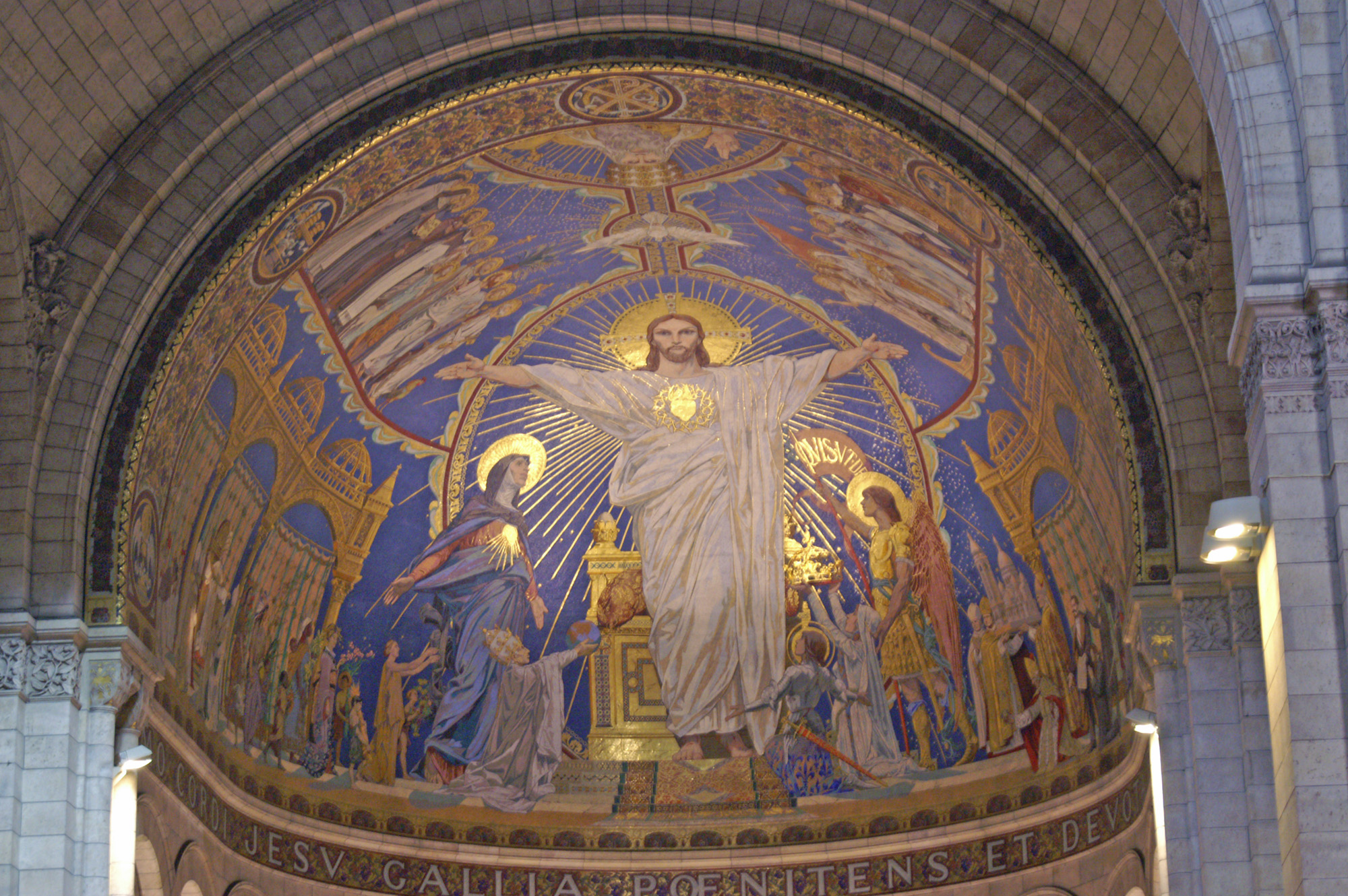
Sacré-Cœur, Montmartre.

Il est ordonné prêtre en l'église Saint-Sulpice de Paris en 1964. Il dit sa première messe en l'église Saint-Philippe-du-Roule, paroisse de sa famille. De 1964 à 1969, il est chapelain à la basilique de Montmartre et directeur de la maîtrise. Il accomplit en 1969 son désir profond d’entrer à la Trappe pour revenir en Algérie, au monastère de Tibhirine (abbaye Notre-Dame de l'Atlas). Il y arrive en 1971 après le noviciat à l’abbaye d’Aiguebelle. Il étudie la culture et la langue arabes à Rome, chez les pères blancs, à l'Institut pontifical d’études arabes et d’islamologie de 1972 à 1974. De retour dans cette petite communauté, il insuffle un esprit d'ouverture au voisinage. Il exerce plusieurs fonctions, comme la culture du verger et l'entretien des ruches.
En 1984, il est élu prieur titulaire,,. de l'abbaye Notre-Dame de l'Atlas, qui n'est plus rattachée à Aiguebelle :

### Vocation
Il se consacre au dialogue islamo-chrétien. Il étudie et médite les sourates du Coran relatives à « Jésus, fils de Marie », aux « gens du Livre » et aux chrétiens, compare les termes des deux religions, les concepts, comme celui de la Miséricorde et du « Miséricordieux », « Ar rahman », et « Rahma » (رحمة Miséricorde). Il travaille sur un des principaux noms d'Allah, le Dhikr et sur la parabole des Vierges folles et des Vierges sages. Il cherche à percer la clef du mystère de la place de l'Islam dans le « Mystère du Salut », en refusant l'idée d'une religion « scandaleuse ». Il souligne les « faiblesses» des chrétiens à vivre l'Évangile. Il connaissait en plus de la langue arabe plusieurs langues, dont le latin, le grec et l'hébreu.
Christian de Chergé redécouvre sa vocation au cours d'une nuit mystique, une « nuit de feu », selon un terme pascalien, le 21 septembre 1975, où se noue dans la chapelle du monastère une prière commune entre lui et un "priant" musulman.
Il aime commenter cette sourate du Coran : « Ceux qui sont les plus disposés à sympathiser avec les musulmans sont les hommes qui disent : « Nous sommes des chrétiens. » Cela tient à ce que ces derniers ont parmi eux des prêtres et des moines et à ce qu’ils ne font pas montre d’orgueil. » (Coran, 5, 82). De leur côté, les musulmans soufistes du groupe de prière aimaient volontiers citer les Évangiles, qu'ils connaissaient. Ce dialogue spirituel qui n'était pas à sens unique, était relié aux œuvres actives du monastère comme le soutien scolaire, l'éducation, les soins au dispensaire, les repas communs et l'amitié.
Ami de la paix, il dénonce tous les conflits (Liban, Amérique latine, Angola) qui, dit-il, ne pourraient que le détruire.

#### Le Ribât-el-Salâm
À Tibhirine, au printemps 1979, Christian fonde avec Claude Rault, un père blanc devenu évêque du Sahara, le groupe Ribât-el-Salâm (Le Lien de la paix), qui échange sur la tradition et la spiritualité musulmane. À ce groupe viennent s’adjoindre, en 1980, des musulmans de la confrérie soufie Alawiya fondée par le cheikh Ahmad al-Alawi. Ce groupe se réunit régulièrement dans le monastère. « Le Ribât tenait grande place dans l’itinéraire de Christian et de la communauté des moines, offrant un lieu réel d’échange et de prière entre chrétiens et musulmans, dans le respect et la confiance mutuelle ».
Il doit être une "école d'humilité": "venez à moi parce que je suis doux et humble de cœur: cette image de Jésus hante l'Islam qui a toujours attendu des Chrétiens qu’ils la lui restituent" (septembre 1989).

### Les «chapitres» de Tibhirine
Le père de Chergé prit en notes, d'une petite écriture serrée et très lisible, sur de grande feuilles, les chapitres des moines du monastère, dès qu'il en fut prieur. Les moines de Tibhirine se réunissaient en effet tous les matins en chapitre pour commenter les Écritures saintes et les Textes fondateurs..
Cela constituait ce qu'il appelait des « mini-séries ». Y sont abordés les thèmes suivants : les psaumes, les Communautés du Proche-Orient, la conversion, les commentaires de la règle de saint Benoît avec la méditation des vertus monastiques les plus chères à Saint Benoît telles que la prière et le travail (« Ora et Labora » est la devise bénédictine), Saint Bernard, la vie de Charles de Foucauld, le Cantique des cantiques, les Constitutions cisterciennes depuis Vatican II, la situation d’Église, le charisme du martyre, principalement.
Des thèmes interreligieux (islam et christianisme, des réflexions comparatives sur les religions, des commentaires de sourates) émaillent les échanges durant ces chapitres, relatés de manière exhaustive, pour former un chemin ardu de réconciliation et de compréhension mutuelle entre chrétiens et musulmans, suivant l'esprit du Ribât-el-Sâlam, le lien de la Paix.

### Spiritualité
Dom Christian de Chergé insiste sur le primat de la parole de Dieu dans la vie sacramentelle : « La parole de Dieu est première dans la mission, non seulement elle est antérieure au sacrement, mais il nous faut croire qu'elle est antérieure à l'annonce proprement dite faite par le disciple qui lui-même est d'ordre sacramentel. »
Il fonde sa méditation sur "le milieu trinitaire, école de contemplation à la suite du Fils éternellement tourné vers le Père, école de charité (...)." Il l'inscrit dans la vie quotidienne: "il n'y a de communauté possible que là où il y a contemplation des merveilles de Dieu cachées en chacun, des signes de l'Unique (...) comme autant de différences promises à la communion des saints" (homélie d'avril 1995)
Le "charisme de Tibhirine" est particulier en ce sens: "présence contemplative et priante en milieu musulman ("nous savons bien que l'Esprit saint peut susciter au cœur de bien des musulmans que nous connaissons un comportement de charité tel celui du Samaritain"), signe, contemplation, bonheur, communion de prière avec l'Ordre (cistercien) ; et présence de la mort" (novembre 1995).

### Enlèvement et assassinat des moines
En 1993, la veille de Noël, un groupe armé avait fait irruption dans le monastère quelques jours après l'assassinat de douze Croates à trois kilomètres de là. Dom Christian de Chergé décide alors de soumettre à la communauté l'hypothèse d'un départ. Une grande partie des communautés religieuses avait quitté l'Algérie. "La communauté chrétienne d'Algérie est criblée", écrit un des frères, le frère Paul, en janvier 1995. Christian  évoquait, lui, les "outrances de l'intégrisme armé".
Dans la nuit du 26 au 27 mars 1996, à 1h45, un groupe d’une vingtaine d’hommes armés entre au monastère et enlève sept des moines (dont l'un, frère Bruno, venu de Fès la veille). Au chevet du lit de Christian, on trouva un livre encore ouvert : Le Mystère pascal, source de l'apostolat.
Deux frères ne sont pas emmenés, les ravisseurs ne les cherchant pas: les frères Amédée et Jean-Pierre.

### Controverse
Les circonstances de la mort des moines de Tibherine font l'objet d'une controverse avec les autorités algériennes. Celle-ci est alimentée par les absences des corps.
Le cardinal Léon-Étienne Duval (archevêque d'Alger de 1945 à 1988) meurt le jour où leurs têtes sont retrouvées.
Un message qui serait signé GIA avait annoncé que les moines avaient été égorgés le 21 mai 1996.
Des examens ont pu révéler que la mort était antérieure à cette date. En raison de l'abondance de faux communiqués du GIA et de l'infiltration de ce mouvement par la sécurité militaire algérienne, le doute subsiste quant à l'identité des responsables des meurtres. La France avait renoncé à agir : Alain Juppé, Premier ministre, se refusa à négocier pour des raisons qu'il n'expliquera pas.

## Testament et grâce du martyre?

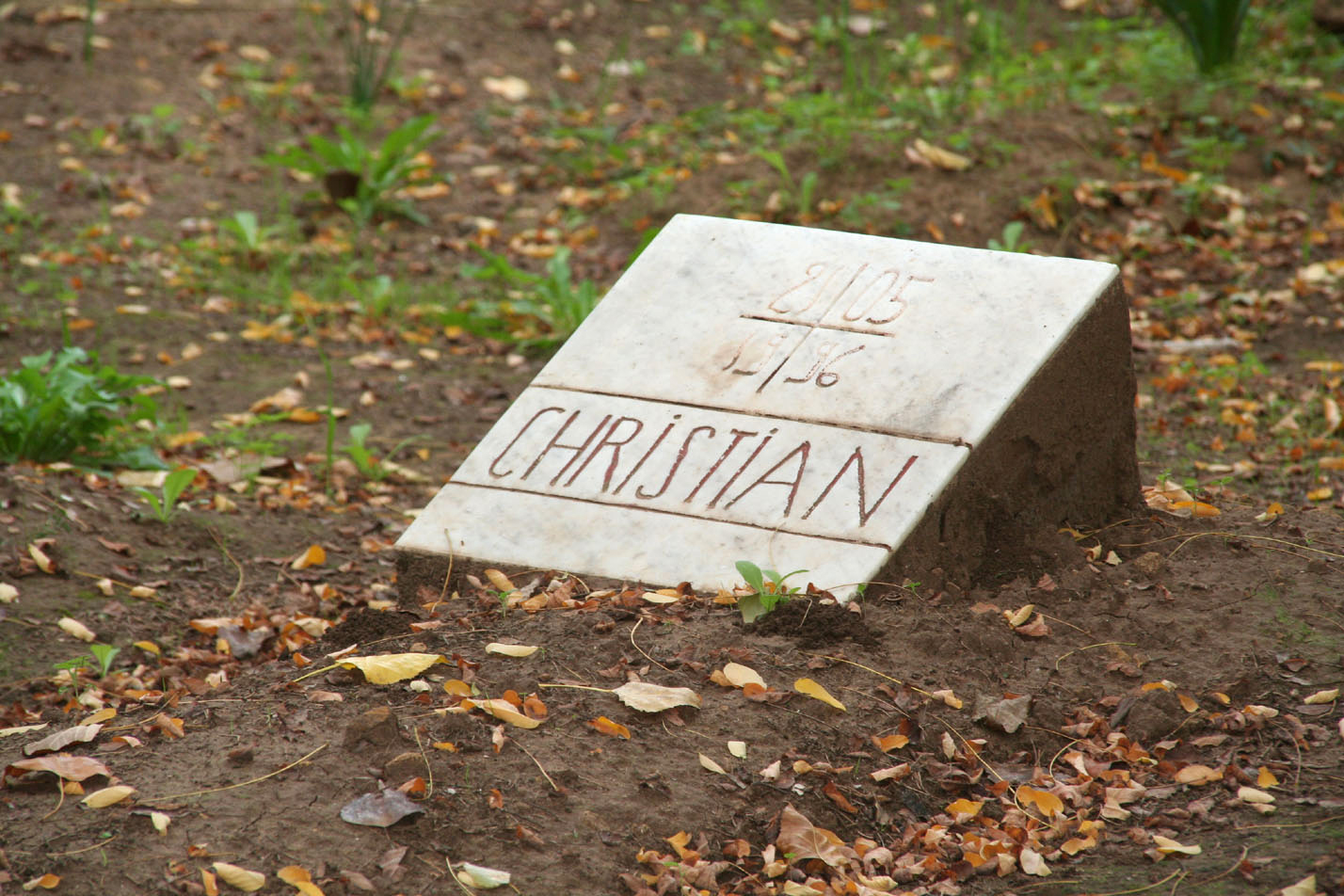
Tombe de Christian de Chergé au monastère de Tibhirine

Christian de Chergé a laissé un écrit prémonitoire dans ce contexte de guerre civile et de crimes de masse.
Pressentant un enlèvement, ou pire, il envoie à son frère Gérard une lettre scellée portant ces mots : « Quand un À-Dieu s'envisage ». Il a écrit ce document en deux fois : le 1er décembre 1993 et le 1er janvier 1994. Le texte a été confié au journal La Croix, peu de temps après l'annonce de sa mort et publié le 29 mai 1996. Il est connu sous le nom de « testament spirituel de Christian de Chergé »,,.

« S’il m’arrivait un jour - et ça pourrait être aujourd’hui - d’être victime du terrorisme qui semble vouloir englober maintenant tous les étrangers vivant en Algérie, j’aimerais que ma communauté, mon Église, ma famille, se souviennent que ma vie était DONNÉE à Dieu et à ce pays [...] Et toi aussi, l’ami de la dernière minute, qui n’auras pas su ce que tu faisais, oui, pour toi aussi je le veux, ce MERCI, et cet « A-DIEU » envisagé pour toi. Et qu’il nous soit donné de nous retrouver, larrons heureux, en paradis, s’il plaît à Dieu, notre Père à tous deux. »

La mort de Christian de Chergé correspond aux trois critères du martyre d'après une homélie irlandaise écrite en gaélique (l'Homélie de Cambrai écrite à la fin du VIIe siècle) selon la spiritualité des moines celtiques (saint Colomban) qui distinguaient trois formes de martyre : le martyre blanc (l'exil), le martyre vert (ou violet, le travail et le jeûne, l'ascèse) et le martyre rouge (le sang). L'exil est aussi la « dernière place » au banquet de l'évangile selon l'esprit de Charles de Foucauld.

## Écrits
Christian de Chergé, prieur du monastère trappiste de Tibhirine (Algérie), avait une connaissance approfondie de la culture arabe et une grande estime pour les musulmans. Assassiné avec six de ses frères en 1996, il a été béatifié le 8 décembre 2018.

Les Apôtres Pierre et Paul, vers 1587/1592, Le Greco, Musée de l'Ermitage.

Commentaire selon saint Matthieu (Mt 16, 13-19)
Pas l'un sans l'autre

« À travers la constante tradition liturgique de la célébration de ce jour, Pierre et Paul nous disent bien l'unité de l’Église telle que l'Esprit la conçoit sans cesse. Unité difficile, parce que tout entière divine et tout entière humaine... Unité féconde, car elle associe le prêtre et le prophète, le pasteur et le pèlerin, le pêcheur et le nomade, ce pêcheur qui réparait lui-même ses filets, et ce nomade qui tissait lui-même sa tente.

Certes Pierre a été choisi pour faire paître tout le troupeau, mais il n'est pas le Christ, unique pasteur. On ne succède pas à l'unique. Certes Paul a été envoyé pour faire naître partout de nouvelles communautés, mais il ne fonde pas une autre Église. Il le dit lui-même : pas d'autre fondement que ce Corps dont le Christ est la Tête. Certes Paul est bien « L'Apôtre des païens », mais il se trouve que c'est Pierre qui, le premier, leur a ouvert les portes en se servant de ses clés. Pierre est le roc, certes, mais Paul a beaucoup bâti, et on se demande ce que serait devenu le chantier de l’Église sans lui... Séparer Pierre de Paul, Paul de Pierre, voilà qui nous conduit tout droit à ces grands malheurs de l’Église que nous n'en finissons pas de tenter de réparer. »

— Bx Christian de Chergé. L'invincible espérance, Montrouge, Bayard, 2010, p. 269-270.

## Béatification
La procédure diocésaine en vue de la béatification des moines, ainsi que celle de douze autres religieux ou religieuses catholiques assassinés entre 1993 et 1996 au début des « années de plomb » (1993-2000) en Algérie, a été engagée en 2007 à Alger. L'enquête diocésaine s'est clôturée le 15 février 2013 et le dossier a été envoyé à Rome pour y être étudié par la Congrégation pour les causes des saints.
Reconnu martyr par l'Église catholique en janvier 2018, il a été proclamé bienheureux avec les dix-huit autres martyrs d'Algérie le 8 décembre 2018.

## Hommages et postérité
Ancien scout et chef de la patrouille de l'Albatros, Christian a eu un lien étroit avec la troupe 27e Paris. Aussi, la troupe scout unitaire de France de la paroisse saint Philippe du Roule prend son nom ainsi que celui de son abbaye en 1998, et devient la troupe 27e Paris, Père Christian de Chergé, Notre-Dame de l'Atlas. 
En 2018, à l'occasion de la béatification du père de Chergé, la troupe devient Troupe 27e Paris, Bienheureux Christian de Chergé, Notre-Dame de l'Atlas. 

#### Articles
- Article de La Croix : l'édition des écrits du père de Chergé et des moines de Thibirine
- Un Parcours spirituel et théologique des écrits de Ch. de Chergé.- Christian Salenson, Bulletin international DIM, no 2005 (Texte en ligne)
- Christian de Chergé, Réflexion sur l’identité contemplative cistercienne (conférence prononcée au Chapitre général de 1993
- Article du père de Chergé paru dans le Journal Se Comprendre : Chrétiens et musulmans, nos différences ont-elles le sens d'une communion ? publié dans une Lettre (bimestrielle) de l'Abbaye Saint Martin de Ligugé aux dates de sept.-oct. et nov.-décembre 1984 (respectivement no 227 et 228, ou 5 et 6 de 1984, p. 21-37 et 25-42)
- Une semaine avec Christian de Chergé, prieur des moines de Tibhirine.-  Christian Salenson (Audio sur le site Catholique-Marseille)
- La Théologie de Christian de Chergé, S. Salenson, Session DIM Aiguebelle 2006
- Henry Quinson, Secret des hommes, secrets des dieux, 2011
- Jean-Pierre Schumacher , Nicolas Ballet, L'Esprit de Tibhirine
- Marc Gerrer, « Les lieux souvenirs du Bienheureux Christian de Chergé à Colmar », Almanach Saint-Odile,‎ 2024, p. 54-55.

#### Filmographie
- Le Testament de Tibhirine, documentaire de Emmanuel Audrain, avril 2006, produit par Gilles Padovani, Mille et Une Films. Site internet
- Des hommes et des dieux, de Xavier Beauvois, 2010, avec Lambert Wilson dans le rôle de Christian de Chergé.